# USS Capps (DD-550)
«Каппс» (англ. USS Capps (DD-550)) — військовий корабель, ескадрений міноносець типу «Флетчер» військово-морських сил США за часів Другої світової війни.
«Каппс» був закладений 12 червня 1941 року на верфі Gulf Shipbuilding Corporation у Чикасо, де 31 травня 1942 року корабель був спущений на воду. 23 червня 1943 року він увійшов до складу ВМС США.
Есмінець брав участь у бойових діях на морі в Другій світовій війні, бився у Північній Атлантиці, супроводжуючи арктичні конвої, діяв на Тихому океані, підтримував дії сухопутних військ на острові Лейте, за острова Гілберта та Маршаллові, за Іводзіму та Окінаву. За проявлену мужність та стійкість у боях бойовий корабель заохочений сьома бойовими зірками.
15 січня 1947 року виведений до резерву. 15 травня 1957 року переданий ВМС Іспанії під ім'ям «Лепанто».